# Eugenia pitanga
Conhecida como pitanga-do-cerrado, é uma espécie pouco conhecida de pitanga, diferente da Eugenia uniflora, essa pitanga é um arbusto de rizomatoso do cerrado. Seus frutos também são muito apreciados pelos humanos.

## Sinônimos
Lista de sinônimos segundo o Reflora.
- Basiônimo Stenocalyx pitanga O.Berg
- Heterotípico Eugenia camporum Morong
- Heterotípico Eugenia dolichophylla Kiaersk.
- Heterotípico Eugenia montigena Barb.Rodr.
- Homotípico Luma pitanga (O.Berg) Herter
- Homotípico Myrtus pitanga (O.Berg) Kuntze

## Morfologia e Distribuição
Arbusto rizomatoso e caducifólio, de menos de 2 m de altura, formando densas touceiras com muitas hastes lenhosas, encontrado nos cerrados e campos do estado de São Paulo, Minas Gerais e Mato Grosso do Sul. De folhas alternas ou verticiladas, subsésseis, cartáceas ou coriáceas, lustrosas, glabras e com glândulas translucidas, de 2–5 cm de comprimento. Flores andróginas, brancas e solitárias ou em grupos de 2-5, axilares, com pedunculo de 1–3 cm, formadas de agosto a setembro. Os frutos são bagas globosos-costadas, vermelhas e brilhantes, de casca fina, com poupa espessa, muito suculenta, de sabor doce-acidulado e agradável, a maturação ocorre de outubro a noembro.